# Crespin (Tarn)
Crespin è un comune francese di 126 abitanti situato nel dipartimento del Tarn nella regione dell'Occitania.

## Società

### Evoluzione demografica
Abitanti censiti